# Mittelrussische Mundarten

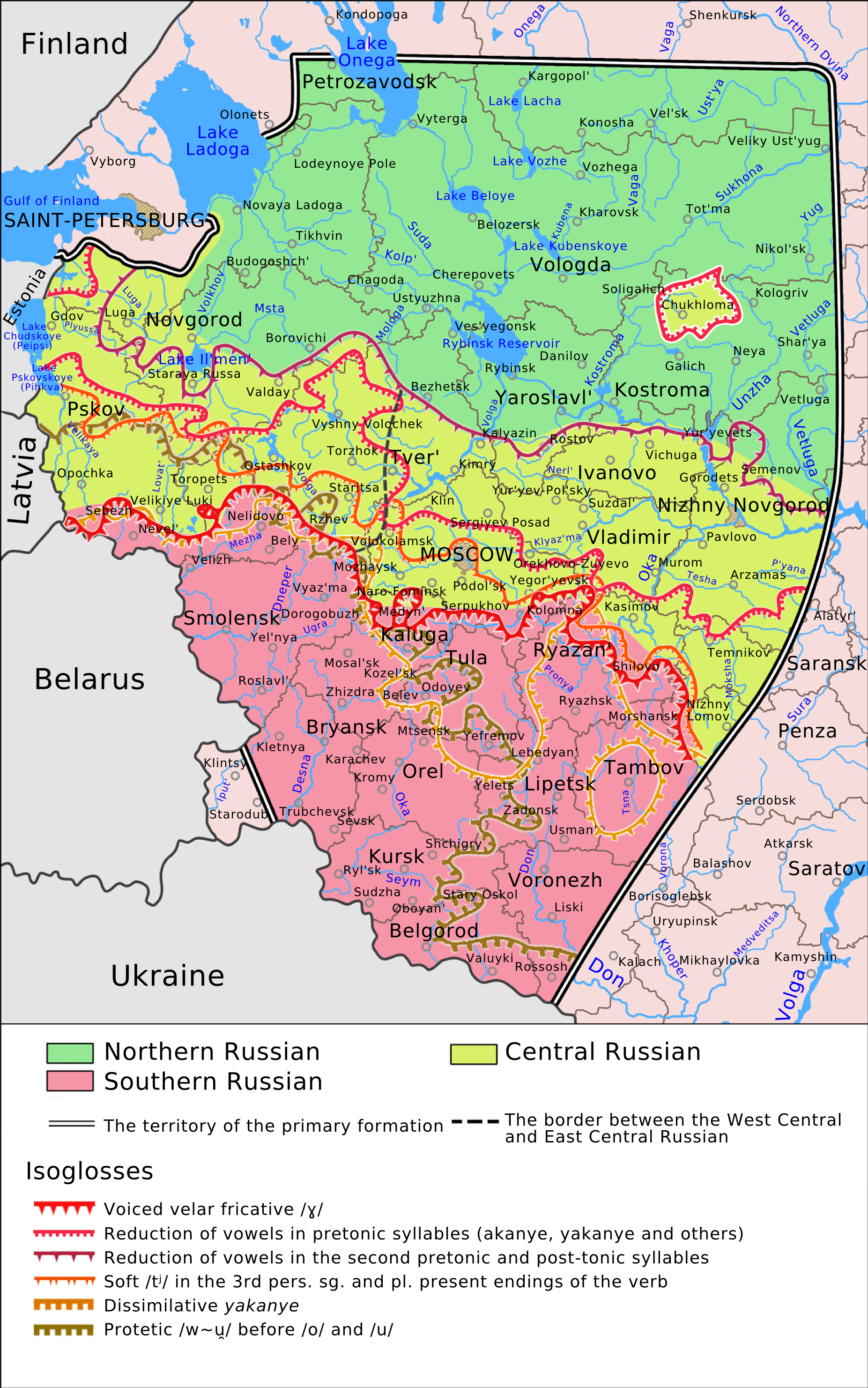
Karte der russischen Mundarten

Das Mittelrussisch (russisch среднерусские говоры srednerusskije gowory) bzw. das Mittelgroßrussisch (russisch средневеликорусские говоры srednewelikorusskije gowory) bildet eine große Gruppe der russischen Dialekte. Die Dialekte werden vorwiegend im Gebiet zwischen der südlichen Grenze des nordrussischen Mundart und der nördlichen Grenze der südrussischen Mundart gesprochen. Im Norden Russlands gibt es auch eine Sprachinsel, die man Tschuchlomisches Übergangsgebiet nennt. Inzwischen teilt sich Mittelrussisch noch in zwei Gruppen, die man in russischer Dialektologie als West- und Ostmittelrussisch bezeichnet.

## Geografische Verbreitung
Mittelrussisch ist hauptsächlich im Zentrum Russlands verbreitet. Das Verbreitungsgebiet umfasst den südwestlichen Teil der Leningrader und Nowgoroder Oblast, den zentralen Teil der Oblast Pskow, den südlichen Teil der Oblast Jaroslawl, die nordöstlichen Gebiete der Oblast Rjasan und die nordwestlichen Gebiete der Oblast Pensa, fast vollständig die Pskower Oblast, die Moskauer Oblast, Oblast Iwanowo, Oblast Wladimir und Oblast Nischni Nowgorod.